# Gerichtsorganisation in Liechtenstein

Staatswappen Liechtensteins

Die Gerichtsorganisation des Fürstentums Liechtenstein wird seit 1922 durch das Gerichtsorganisationsgesetz (GOG) geregelt. Es existieren drei Instanzen der Ordentlichen Gerichtsbarkeit sowie zwei Gerichtshöfe des öffentlichen Rechts. Alle Urteile ergehen «im Namen von Fürst und Volk».

## Ordentliche Gerichtsbarkeit
Nach Art. 1 Gerichtsorganisationsgesetz (GOG) wird die ordentliche Gerichtsbarkeit durch drei Gerichte (alle mit Sitz in Vaduz) ausgeübt, die jeweils eine Instanz bilden:
1. das Fürstliche Landgericht (erste Instanz)
2. das Fürstliche Obergericht (zweite Instanz)
3. der Fürstliche Oberste Gerichtshof (dritte Instanz).

## Richter
Das Gerichtsorganisationsgesetz unterscheidet in den Artikeln 4, 18 und 22 zwischen vollamtlichen Landrichtern und Beisitzern, voll- oder nebenamtlichen Senatsvorsitzenden (ausgebildete Berufsjuristen) und nebenamtlichen Kriminal-, Jugend-, Ober- und Oberstrichtern (Laienrichter).

## Fürstliches Landgericht
Das Fürstliche Landgericht mit Sitz in Vaduz ist in Liechtenstein die erste Instanz der Ordentlichen Gerichtsbarkeit. Es entscheidet in Zivil- und Strafverfahren. Nach Art. 5 GOG wird am Landgericht durch die Einzelrichter, das Kriminalgericht, das Jugendgericht und die Rechtspfleger Recht gesprochen. In der Praxis sind das 14 Einzelrichter, wobei die Landrichter vom Landtag gewählt und vom Landesfürsten ernannt werden. Die Richter des Schöffengerichts, des Kriminalgerichts und des Jugendgerichts werden für die Dauer von vier Jahren gewählt beziehungsweise ernannt.

### Einzelrichter
Das Liechtensteinische Strafrecht, das sich wesentlich am Österreichischen Strafrecht orientiert, kennt im Gegensatz zum neueren Österreichischen StGB (1975) und StPO neben Verbrechen und Vergehen auch noch den Begriff der Übertretung. Letztere werden gemäss Gerichtsorganisationsgesetz vor Einzelrichtern verhandelt. Bei Übertretungen handelt es sich um Straftaten geringer Schwere, die in Liechtenstein vom Richter, in anderen Ländern wie Deutschland oder Österreich als Ordnungswidrigkeiten (Verwaltungsstraftaten) durch Verwaltungsbehörden mit Geldstrafen geahndet werden. Vor dem Einzelrichter werden auch Zivilsachen in erster Instanz verhandelt. Nach Art. 6 GOG ist jeder Landrichter als Einzelrichter tätig.

### Schöffengericht
In Liechtenstein wurde mit dem Gesetz vom 25. November 2011 über die Abänderung des Gerichtsorganisationsgesetzes die Schöffengerichtsbarkeit abgeschafft.
Das Schöffengericht bestand nach Art. 8 GOG aus einem Landrichter als Vorsitzenden und seinem Vertreter sowie zwei Schöffen und mit je einem Stellvertreter. Entscheidungen ergingen in der Besetzung mit dem Vorsitzenden und zwei Schöffen. Das Schöffengericht ahndete Vergehen. Vergehen sind solche Delikte, die nicht Übertretungen oder Verbrechen sind, also Straftaten, die mit weniger als drei Jahren Haft bedroht sind.

### Kriminalgericht
Das Kriminalgericht setzt sich nach Art. 7 Abs. 1 GOG aus einem Landrichter als Vorsitzenden (plus einem Landrichter und einem nebenamtlichen Richter als Stellvertreter des Vorsitzenden), einem Landrichter als Beisitzer sowie drei weiteren Kriminalrichtern (plus je einem Stellvertreter) zusammen. Entscheidungen ergehen nach Art. 7 Abs. 2 GOG in der Besetzung mit dem Vorsitzenden, einem Beisitzer und drei Kriminalrichtern. Dem Kriminalgericht sind Verbrechen vorbehalten. Verbrechen sind vorsätzliche Handlungen, die mit lebenslanger oder mit mehr als dreijähriger Freiheitsstrafe bedroht sind (§ 17 Abs. 1 StGB).

### Jugendgericht
Das Jugendgericht ist zur Aburteilung jener Strafsachen berufen, die von Jugendlichen begangen wurden. § 9 GOG legt fest, dass das Jugendgericht aus einem Landrichter als Vorsitzendem (plus einem Landrichter als Stellvertreter) und zwei Jugendrichtern (plus je einem Stellvertreter) besteht. Es entscheidet in der Besetzung mit dem Vorsitzenden und zwei Jugendrichtern, wobei ein Jugendrichter dasselbe Geschlecht haben muss wie der/die Angeklagte.

### Rechtspfleger
Artikel 10 des Gerichtsorganisationsgesetzes verweist für die Aufgaben der Rechtspfleger auf das Rechtspflegergesetz.

## Fürstliches Obergericht
Das Fürstliche Obergericht in Vaduz ist die zweite Instanz in Straf- und Zivilsachen im Fürstentum Liechtenstein. Es entscheidet über Rechtsmittel, die gegen Urteile des Landgerichtes eingelegt wurden. Nach Art. 19 GOG gibt es drei Senate, die aus je fünf Richtern, nämlich dem Senatsvorsitzenden, seinem Stellvertreter, einem Beisitzer, einem Oberrichter und dessen Stellvertreter bestehen. Sie entscheiden gemäß Art. 19. Abs. 3 GOG in der Besetzung mit Vorsitzendem, Beisitzer und Oberrichter. Nach Art. 19. Abs. 2 S. 2 GOG müssen «[d]ie Senatsvorsitzenden, deren Stellvertreter sowie die Beisitzer […] rechtskundig sein.» Die Richter des Obergerichts werden für die Dauer von vier Jahren vom Landtag gewählt und vom Landesfürsten ernannt, wobei die Wiederwahl zulässig ist.

## Fürstlicher Oberster Gerichtshof
Der Fürstliche Oberste Gerichtshof in Vaduz ist die letzte Instanz der ordentlichen Gerichtsbarkeit in Liechtenstein. Der Oberste Gerichtshof setzt sich gemäss Art. 23 GOG aus zwei Senaten zusammen. Nach Art. 23 Abs. 2 GOG besteht jeder Senat aus einem Senatsvorsitzenden (plus einem Stellvertreter) sowie vier Oberstrichtern (plus Stellvertreter), wobei «[d]ie Senatsvorsitzenden, deren Stellvertreter sowie mindestens je zwei der übrigen Oberstrichter und Stellvertreter […] rechtskundig sein» müssen. Sie entscheiden in der Besetzung mit dem Vorsitzenden und vier Oberstrichtern, wobei insgesamt drei Mitglieder rechtskundig sein müssen. Die Richter des Obersten Gerichtshofs werden auf vier Jahre vom Landtag gewählt und vom Fürsten ernannt, Wiederwahl ist zulässig. 
Zum Präsidenten des Obersten Gerichtshofs wurden traditionellerweise Vertreter des Oberlandesgerichtes Innsbruck ernannt. Seit dem 1. Jänner 2015 ist Hubertus Schumacher Präsident des Obersten Gerichtshofes. Damit bekleidet erstmals ein österreichischer Rechtsanwalt, der auch Professor an der Universität Innsbruck ist (war), dieses hohe Amt im Fürstentum Liechtenstein. Er war bereits zuvor ab 2006 als Richter am Obersten Fürstlichen Gerichtshof in Liechtenstein tätig.
Im Zivil- und im Strafverfahren wird gegen Urteile des Obergerichts Revision beim Obersten Gerichtshof eingelegt. In Zivilsachen ist gegen unterinstanzliche Beschlüsse, in Strafsachen gegen unterinstanzliche Entscheide, Beschlüsse und Verfügungen Rekurs beim OGH möglich.

## Disziplinargewalt
Die Disziplinargewalt über die Richter der Gerichte der ordentlichen Gerichtsbarkeit wird in 6 des Gerichtsorganisationsgesetzes wie folgt geregelt:

«(1) Der Vorstand des Landgerichtes übt in erster Instanz die Disziplinargewalt über die nichtrichterlichen Beamten des Landgerichtes aus.
(2) Das Obergericht führt die Oberaufsicht über die Justizpflege und übt die Disziplinargewalt über die Richter des Landgerichtes aus; in Disziplinarsachen nichtrichterlicher Beamten des Landgerichtes fungiert es als zweite Instanz.
(3) Aufgehoben
(4) Der Oberste Gerichtshof übt die Disziplinargewalt über die Mitglieder des Obergerichtes aus und ist zugleich die Beschwerde-Instanz in Disziplinarangelegenheiten der Richter des Landgerichtes.»

## Staatsgerichtshof
Der Staatsgerichtshof (StGH) ist ein Gericht des öffentlichen Rechts mit Sitz in Vaduz. Er besteht aus fünf Richtern und fünf Ersatzrichtern (Art. 105 S. 1 Verfassung des Fürstentums Liechtenstein). Der Präsident des Staatsgerichtshofes (derzeit ist dies Hilmar Hoch) und die Mehrheit der Richter müssen das liechtensteinische Landesbürgerrecht besitzen (Art. 105 S. 2 der Verfassung). Dem Staatsgerichtshof obliegt die Wahlgerichtsbarkeit (Art. 59 und Art. 104 Abs. 2 der Verfassung), die Verhandlung von Anklagen gegen Mitglieder der Landesregierung (Art. 62g, Art. 104 Abs. 1 der Verfassung), der Schutz der verfassungsmässig gewährleisteten Rechte, die Entscheidung von Kompetenzkonflikten zwischen den Gerichten und den Verwaltungsbehörden, die Prüfung der Verfassungsmässigkeit von Gesetzen und Staatsverträgen sowie der Gesetzmässigkeit der Regierungsverordnungen (Art. 104 der Verfassung).
Mit dem Staatsgerichtshof verfügt Liechtenstein bereits seit dem Jahr 1921 über ein spezialisiertes Verfassungsgericht und damit über die konzentrierte Verfassungsgerichtsbarkeit nach österreichischem Vorbild (siehe Art. 104 der Verfassung in ihrer ursprünglichen Version vom 5. Oktober 1921).

## Verwaltungsgerichtshof
Neben dem Staatsgerichtshof ist der Verwaltungsgerichtshof (VGH) das zweite Gericht öffentlichen Rechts im Fürstentum Liechtenstein. Der Verwaltungsgerichtshof besteht aus fünf Richtern und ebenso vielen Ersatzrichtern. Die Richter werden vom Landtag gewählt und vom Landesfürsten ernannt. Die Mehrheit der Richter muss das liechtensteinische Landesbürgerrecht besitzen und rechtskundig sein. Die Amtsdauer der Richter und der Ersatzrichter des Verwaltungsgerichtshofs beträgt fünf Jahre. Soweit das Gesetz nichts anderes bestimmt, unterliegen sämtliche Entscheidungen oder Verfügungen der Regierung und der anstelle der Kollegialregierung eingesetzten besonderen Kommissionen […] dem Rechtsmittel der Beschwerde an den Verwaltungsgerichtshof (Art. 102 Abs. 5 LV).

## Wahl und Ernennung
Artikel 96 der Verfassung bestimmt über die Bestellung der Richter im Fürstentum Liechtenstein:
1) Für die Auswahl von Richtern bedienen sich Landesfürst und Landtag eines gemeinsamen Gremiums. In diesem Gremium hat der Landesfürst den Vorsitz und den Stichentscheid. Er kann ebenso viele Mitglieder in dieses Gremium berufen wie der Landtag Vertreter entsendet. Der Landtag entsendet je einen Abgeordneten von jeder im Landtag vertretenen Wählergruppe. Die Regierung entsendet das für die Justiz zuständige Regierungsmitglied. Die Beratungen des Gremiums sind vertraulich. Kandidaten können nur mit Zustimmung des Landesfürsten vom Gremium dem Landtag empfohlen werden. Wählt der Landtag den empfohlenen Kandidaten, dann wird dieser vom Landesfürsten zum Richter ernannt.
2) Lehnt der Landtag den vom Gremium empfohlenen Kandidaten ab, und lässt sich innerhalb von vier Wochen keine Einigung über einen neuen Kandidaten erzielen, dann hat der Landtag einen Gegenkandidaten vorzuschlagen und eine Volksabstimmung anzuberaumen. Im Falle einer Volksabstimmung sind auch die wahlberechtigten Landesbürger berechtigt, unter den Bedingungen einer Initiative (Art. 64) Kandidaten zu nominieren. Wird über mehr als zwei Kandidaten abgestimmt, dann erfolgt die Abstimmung in zwei Wahlgängen gemäss Art. 113 Abs. 2. Jener Kandidat, der die absolute Mehrheit der Stimmen erhält, wird vom Landesfürsten zum Richter ernannt.
3) Ein auf Zeit ernannter Richter bleibt bis zur Vereidigung seines Nachfolgers im Amt.